# 山形県道・宮城県道262号最上小野田線
山形県道・宮城県道262号最上小野田線（やまがたけんどう・みやぎけんどう262ごう もがみおのだせん）は、最上郡最上町から加美郡加美町に至る山形県および宮城県の一般県道である。路線名の終点を表す「小野田」は、平成の大合併により誕生した加美町の旧自治体のひとつであった小野田町に由来する。

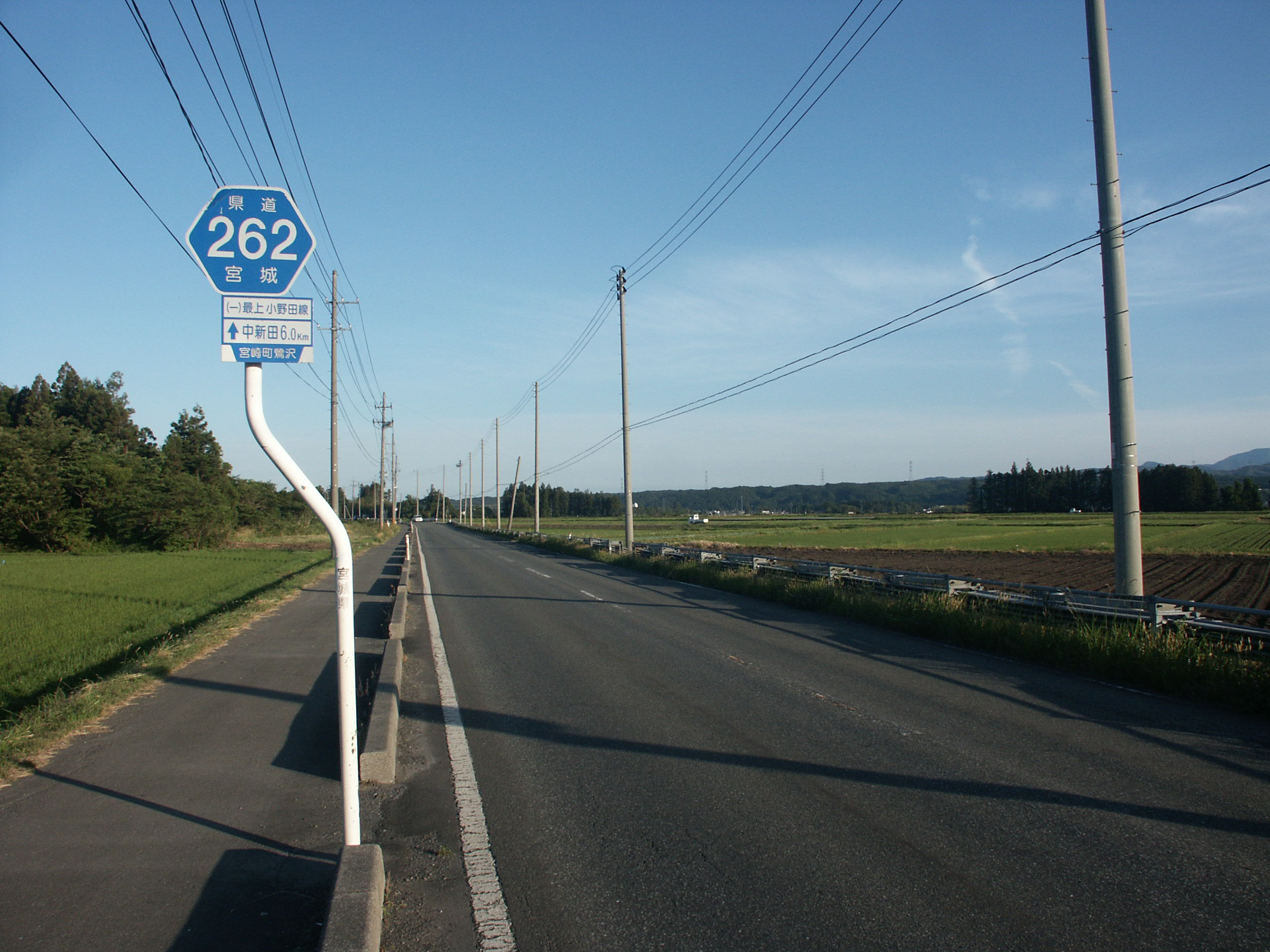
宮城県加美町鴬沢付近

## 路線データ
- 起点：最上町向町（JR陸羽東線 最上駅前、国道47号との交点）
- 終点：加美町君ヶ袋（国道347号との交点）

## 路線状況

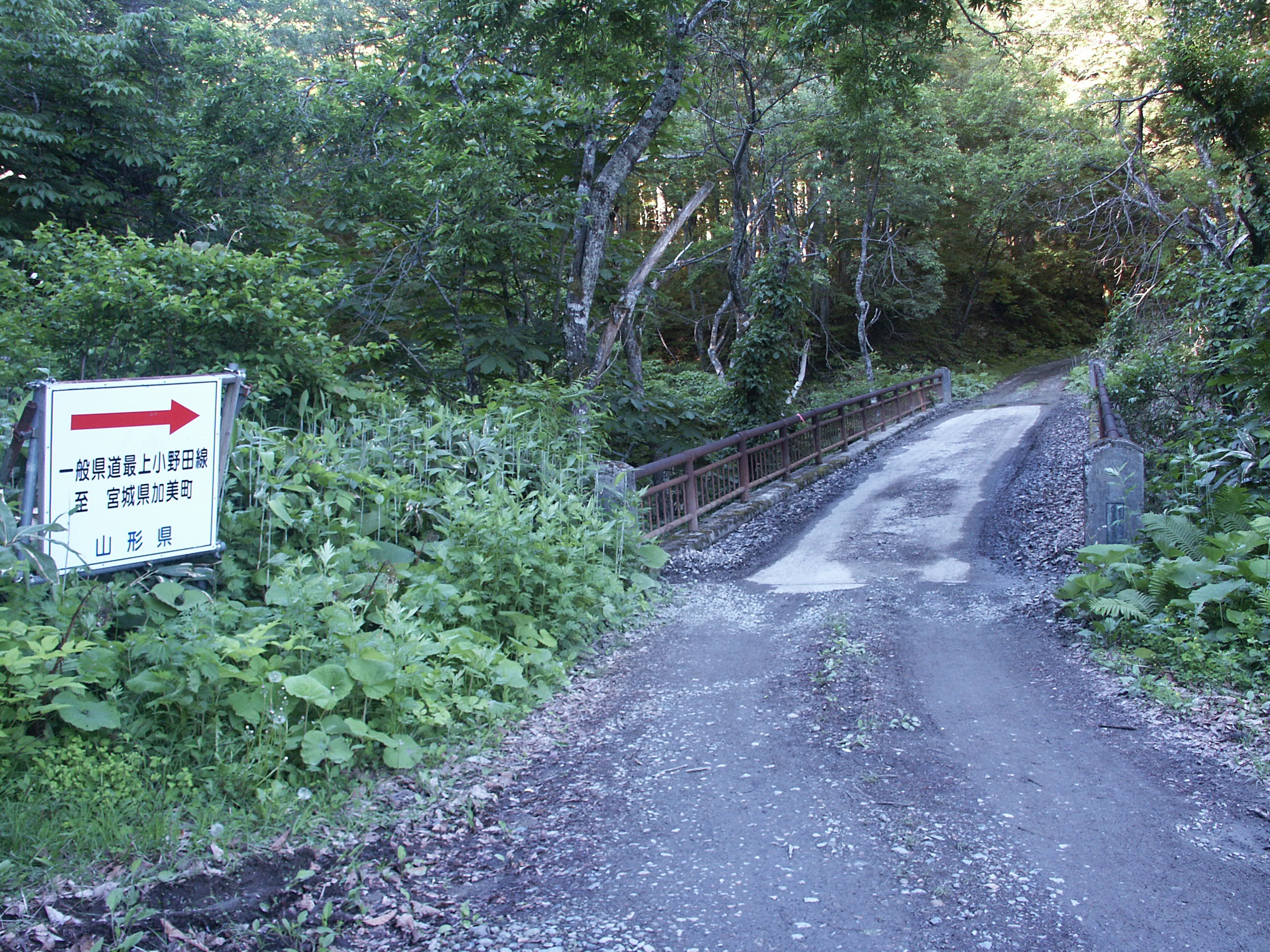
山形県最上町朝日沢付近

山形県と宮城県を結ぶ一般県道の一つだが、県境から宮城県側の加美町湯の倉地区までは田代林道となっており県道ではない。
山形県最上町富沢字赤倉 - 県境の11.0 km区間を通行できる車両は、長さ8 m以下、総重量6トン以下、幅2 m以下と厳しく制限されており、大型自動車などは通行できない。また、県境越えの峠道区間は冬期間積雪のため閉鎖される。

## 地理
道路は、山形県と宮城県を結ぶ国道47号の南側でほぼ並行し、東北地方の中心を貫く奥羽山脈を越えてゆく。山形県側の沿線には、赤倉温泉やスキー場（やまがた赤倉温泉スキー場）がある。

### 通過する自治体
- 山形県
  - 最上郡最上町 -
- 宮城県
  - 加美郡加美町

### 交差する道路
- 山形県
  - 国道47号（最上町向町）
  - 山形県道63号最上鬼首線（最上町向町）
  - 山形県道28号尾花沢最上線（最上町満澤 - 富澤）※重複
- 宮城県
  - 宮城県道159号柳沢中新田線（加美町宮崎町）
  - 宮城県道267号鳴子小野田線（加美町宮崎町）
  - 宮城県道161号鳥屋崎小野田線（加美町小泉町屋敷）
  - 国道347号（加美町下野目雷北）

### 沿線
- 山形県
  - JR陸羽東線（奥の細道湯けむりライン）
    - 最上駅

  - 最上町立赤倉小学校（最上町富澤）
  - 赤倉温泉（最上町富澤）
  - 小国川 - 最上川水系の支流
- 宮城県
  - 田川  - 鳴瀬川水系の支流
  - ふるさと陶芸館（加美町宮崎切込三番）
  - 加美町立旭小学校（加美町宮崎字切込二番）
  - 陶芸の里スポーツ公園（加美町宮崎字新土手浦）
  - 加美町立宮崎中学校（加美町柳沢字桧葉野屋敷）